# Angelsächsische Buchmalerei

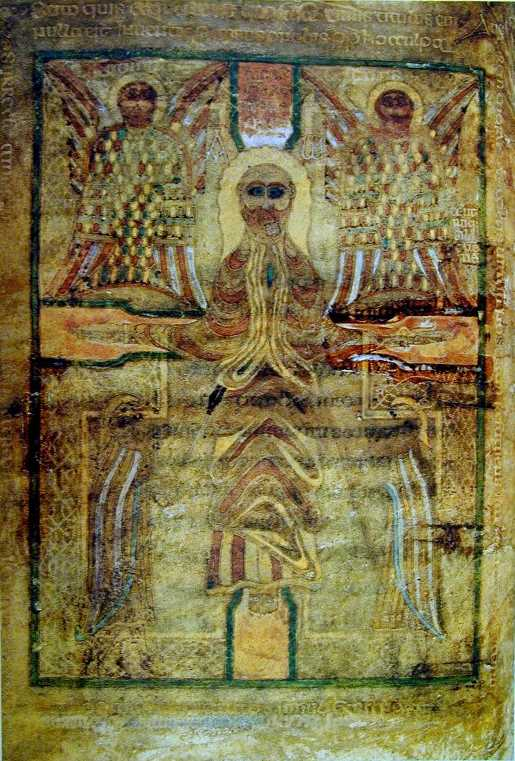
Kreuzigung, Durham-Evangeliar, 7. Jhd.

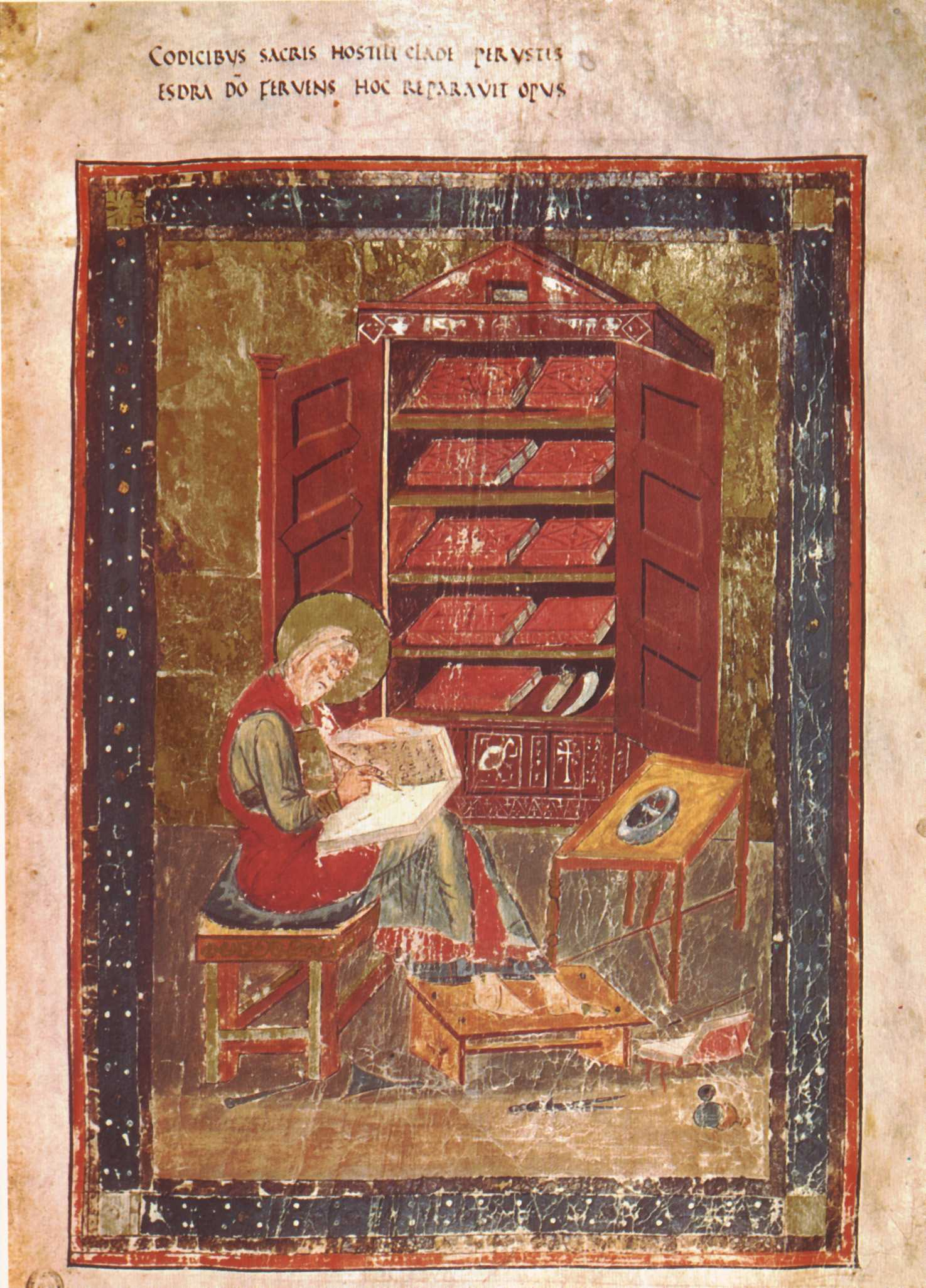
Schreibende Person, Codex Amiatinus, 8. Jhd.

Angelsächsische Buchmalerei ist die figürliche und ornamentale Gestaltung von Handschriften in England vom 7. bis zum 11. Jahrhundert.

## Geschichte
Die ältesten verzierten Handschriften in England zeigen in der Verzierung der Schrift irische Einflüsse und werden dem „insularen Stil“ zugeordnet. Die figürlichen Darstellungen orientieren sich dagegen meist an spätantiken italienischen Vorbildern. Diese waren mit der römischen Mission von Augustinus und anderen Mönchen nach England gekommen. Die wichtigsten Stätten der Buchmalerei waren die Klöster in Lindisfarne, Monkwearmouth-Jarrow und Canterbury. Besondere Beispiele sind unter anderem der Codex Amiatinus oder das Lindisfarne-Evangeliar.
Seit den Wikingerüberfällen im späten 8. Jahrhundert kam die Herstellung von Handschriften zum Erliegen.
Seit dem 10. Jahrhundert entstanden wieder illuminierte Handschriften in England.
Diese waren stärker an festländischen karolingischen und ottonischen Vorbildern orientiert.
In der Abtei Winchester entwickelte sich ein eigener figürlicher Stil, der auch in der Bildhauerei und Elfenbeinschnitzerei zu finden ist.
Seit der normannischen Eroberung Englands 1066 setzte sich in England der romanische Stil in der darstellenden Kunst durch.